# Corfitz Ulfeldt
 Der er flere personer med dette navn, se Corfitz Ulfeldt (flertydig).
Corfitz rigsgreve Ulfeldt (født 10. juli 1606 på Hagenskov ved Assens, død mellem 14. og 20. februar 1664). Søn af rigskansler Jakob Ulfeldt og dennes hustru Birgitte Brockenhuus. Gift 9. oktober 1636 med Christian 4.s og Kirsten Munks datter Leonora Christina. Opkaldt efter farbroderen. Kendt som en af Danmarks største landsforrædere, der har fået en skamstøtte rejst over sig - den står nu i Nationalmuseets gård.

## Baggrund og familie
Oldefædre på moderens side var rigsmarsk Frands Brockenhuus (død 1569 af de sår han pådrog sig under belejringen af Varberg) og admiral Peder Skram. Også Oluf Axelsen Thott – en af Akselsønnerne – var blandt hans forfædre, ligesom Tyge Krabbe, der var hans tipoldefar.
Corfitz var på Herlufsholm skole 1613-1617; derefter blev han sendt på studierejse i flere europæiske lande sammen med fem af sine brødre fra 1618. Immatrikuleret ved universitetet i Padova 1628-29 hvor han studerede hos venetianeren Cesare Cremonini.

## Arbejde hos kongen
I oktober 1629 blev Corfitz Ulfeldt hofjunker og i 1630 kammerjunker hos Christian 4. Som kammerjunker var det hans ansvar at tilrettelægge kongens dagligdag. Da han var 23 år gammel, blev han trolovet med den 9-årige kongedatter Leonora Christina, og i 1636 gjorde Christian 4. ham til medlem af rigsrådet og i 1637 tillige statholder på Københavns Slot, hvorved han fik tilsyn med Københavns forvaltning og ansvaret for orlogsværftet på Bremerholm, for Tøjhuset og for Provianthuset. Han tog på diplomatisk mission til England i 1640 og 1642, og til kejseren i Regensburg i 1641. Han blev udnævnt til rigshofmester 1. april 1643. Sammen med Leonora Christina blev han sendt på diplomatisk mission (ambassade) til Haag og Paris i 1646.

## Mistænkt for underslæb og mordplaner
Efter Christian 4.s død styrede Ulfeldt Danmark i flere måneder, inden svogeren Frederik 3. blev indsat som konge. Forholdet mellem de to herskelystne herrer var ikke godt. Rigshofmester Ulfeldt gjorde i forbindelse med kongevalget 1648 alt for at indskrænke kong Frederiks magt. Denne indledte på sin side en undersøgelse mod Ulfeldt, hvis finansadministration blev gransket. Kongen underskrev 1651 et dokument, hvori en række anklager blev rettet mod rigshofmesteren, bl.a. blev han mistænkt for at have begået underslæb for flere hundredtusinder daler fra Øresundstolden, som han personligt administrerede.
Den prostituerede Dina Vinhofers blev halshugget i 1651 for at have udspredt falske rygter. Tilskyndet af sin faste elsker, oberstløjtnant Walter, lod hun Frederik 3. vide, at hun - mens hun stod i forhold til Ulfeldt - havde fået at vide, at han og Leonora Christina planlagde at tage livet af kongen med gift. Til Corfitz Ulfeldts skriftefader Simon Hennings, kapellan i Skt. Petri kirke, fortalte Dina imidlertid, at kongen kendte til mordkomplottet og til gengæld planlagde at ombringe Ulfeldt. Ulfeldt bad i panik om kongens beskyttelse og fik først da kendskab til Dinas beskyldninger mod ham selv  samt mod kapellan Hennings for at besidde en skriftlig erklæring af Ulfeldt om at være far til hendes barn og for at have døbt og begravet barnet. De to første beskyldning var helt klart falske; men Hennings blev afsat fra sit embede i 1651. I stedet blev han inviteret til Stralsund for at tage sig af Ulfeldt-familiens børn.  Adam Oehlenschläger brugte senere motivet i sit stykke "Dina" fra 1842.

## På flugt
Ulfeldt fandt det bedst at flygte til udlandet og gik derefter i svensk tjeneste. I Sverige arbejdede han år efter år på at ophidse den svenske regering mod Danmark. Da Frederik 3. i juni 1657 erklærede Sverige krig, den Første Karl Gustav-krig, sluttede Corfitz Ulfeldt sig personligt til den svenske hær og drog som fjende frem gennem sit eget fædreland. Ulfeldt lånte også velvilligt og af egen lomme den svenske konge den på denne tid svimlende sum af 150.000 rigsdaler som understøttelse; penge han med stor sandsynlighed havde stjålet fra den danske stat. Med en dansk hjælper ved sin side, og med den danske stats penge i sin kasse, lykkedes det således Karl Gustav at erobre næsten hele Danmark. Som lokalkendt var Ulfeldt især behjælpelig ved overgangen over bælterne. Han virkede som svensk hovedforhandler ved freden i Roskilde og fik sine beslaglagte godser i Danmark tilbage. Desuden modtog han Langeland af Karl Gustav. 
I 1658 blev Ulfeldt udnævnt til en af guvernørerne over de erobrede Skånelande. Imidlertid kom han snart på kant med den svenske konge, da denne indskrænkede den skånske adels hævdvundne rettigheder. Ulfeldt blev tiltalt for højforræderi - bl.a. for at have røbet stormen på København under den anden danske krig. Han blev idømt husarrest, mens han ventede på rettergang, men havde held til at flygte sammen med Leonora Christine til Danmark, hvor de imidlertid blev fængslet og anbragt på Hammershus fæstning på Bornholm. Efter 17 måneders fangenskab blev de løsladt mod at underskrive en underkastelseserklæring, hvori parret gav afkald på privilegier og en væsentlig del af deres store besiddelser. Corfitz Ulfeldt skulle også holde sig i ro på Ellensborg på Fyn. Men allerede i foråret 1662 bad han om at måtte rejse udenlands i seks måneder for sit helbreds skyld. Utroligt nok fik han tilladelse til "en Reise til Suurbrøndene og de varme Bade" (måske i Aachen), men han tog slet ikke til en spa. I stedet slog ægteparret sig ned i Brügge med børn og tjenerskab, i alt 15 personer. Derfra rejste Ulfeldt til Paris, hvor han forelagde Ludvig 14. mærkelige projekter.  Han forærede også helgenkongen Knud Lavards hovedskal til de franske kongers gravkirke St. Denis. Herfra forsvandt hovedskallen sporløst under den franske revolution. 
Ulfeldt korresponderede også med den svenske konge i håb om forsoning og tilbagegivelse af de godser, som i 1660 var blevet konfiskeret i Sverige. Han fik også kontakt med en repræsentant for kurfyrsten Frederik Wilhelm af Brandenburg. I december 1662 foregøglede Ulfeldt den højtstående mellemmand, generalmajor Alexander von Spaen, at hvis kurfyrsten ville overtage den danske krone, ville han få aktiv støtte til et kup fra Ulfeldt og andre af Danmarks indflydelsesrige kredse. Kurfyrsten underrettede Frederik 3. om henvendelsen, som vakte bestyrtelse i Danmark; det blev dog fundet tvivlsomt, at Ulfeldt virkelig havde allierede til et kupforsøg. Men 24. juli 1663 blev han i sit hjemland degraderet fra sin stand og værdighed og dømt til døden som landsforræder. Henrettelsen skulle ske med al mulig grusomhed. Alt gods, der tilhørte ham og hans børn, skulle konfiskeres. Hans børn måtte heller aldrig komme til Danmark igen. Fordi han stod i ledtog med svenskerne i Karl-Gustaf-krigene og havde forrådt det danske folk, blev han erklæret for Danmarks største landsforræder. Hans ejendomme blev konfiskerede, og huset ved Løvstræde jævnet med jorden. Torvet hed dog Ulfeldts plads til 1841, men blev omdøbt til Gråbrødre Torv.  Frem til 1842 stod der på pladsen en skamstøtte i sten over hans forræderi.
Leonora Christina var i forsommeren 1663 rejst til England for at få en større sum penge, som Charles 2. havde lånt. I stedet for blev hun 9. juli udleveret til danske udsendinge, som førte hende til Danmark. Det blev indledningen til 22 års fangenskab i Blåtårn. Corfitz Ulfeldt, som havde ivret for at få hende af sted til England, genså hende aldrig. 4. august blev der udlovet en dusør på 20.000 rigsdaler til den, der bragte ham levende til København. Den, der kunne bevise, at han havde dræbt Ulfeldt, ville få 10.000 rigsdaler. Frederik 3. tilskrev Europas statsoverhoveder en bøn om hjælp til at få fat på landsforræderen. I Rigsarkivet opbevares en række imødekommende svar bl.a. fra Regensburg, Wien, Anhalt, Darmstadt, Heidelberg, Thüringen, Braunschweig, Oldenburg og Osnabrück. Ludvig 14. underskrev som "Deres gode broder, fætter, allierede og forbundsfælle Louis" med løfte om, at Solkongen vil gøre alt i sin magt for at yde bistand. Ifølge Ludvig 14. blev hele det franske statsapparat sat i bevægelse for at få sat Ulfeldt fast, hvorved syv fogeder (baillifs) blev underrettet og gav ordrerne videre til 45 lieutenants, som atter henvendte sig til 183 underordnede vicomtes. Deres sergeants underrettede så landets 4.800 kirkesogne. Nederlandene med Brügge hørte under Spanien og Frederik 3. skrev også til Madrid; desuden til statholderen i Brüssel og magistraten i Brügge. Denne foretog sig dog ikke noget mod familien Ulfeldt udover at informere dem. Men i juli 1663 sendte kongen generaladjutant Mikkel Skov til Flandern for at få Ulfeldt udleveret. Skov var ellers kæmner i Trondhjems len,  og hans rejse blev stærkt forsinket - efter hans mening ved forskellige intriger. Først midt i september nåede han til Brüssel, hvor statholderen udstedte en udtrykkelig ordre om Ulfeldts arrestation. Derfra tog Skov til Brügge med den kongelige introduktionsskrivelse til "De høyanselige og æragtige synderlige Elskelige Borgmester og Raad udi Brügge Bye i Flandern". Men fuglen var fløjet. Ifølge en af tjenerne allerede 19. august - to dage efter meddelelsen om, at Leonora Christina var ført til Danmark. 
Ulfeldts fire sønner var spredt omkring i Europa, men de tre døtre boede i Brügge. På Mikkel Skovs foranledning blev der foretaget husundersøgelse og udfærdiget en inventarliste over familiens ejendele, hvoraf nogle foreløbig blev beslaglagt. De tre unge piger var en tid under bevogtning, men ellers slap de uskadt fra den side af sagen. Derimod kom Mikkel Skov til at sidde 10 år i gældsfængsel i Brügge. 
Ulfeldt fik man aldrig fat på, men Leonora Christine sad fængslet i næsten 22 år (fra 1663 til 1685) og døde i 1698.

## Sidste år
Ulfeldt selv blev halshugget og parteret på slotspladsen in absentia og in effigie: en dukke, der forestillede ham, blev henrettet. Den var fyldt med rigtige tarme for virkningens skyld, blot var tarmene ikke helt friske. Leonora Christine kunne fra sin celle i Blåtårn høre det hele, og var derfor vis på at ægtemanden endnu ikke var fanget. Corfitz Ulfeldt døde i 1664 på en lille båd på floden Rhinen mellem Basel og Neuenburg am Rhein (Tyskland), som en ludfattig og forfulgt mand. Det vides ikke, hvor han ligger begravet.

## Efterkommere
Corfitz Ulfeldt efterlod sig fire sønner og tre døtre:
1. Christian Ulfeldt (1637-88), kammerherre 1669, blev katolsk præst i Rom 1688.
2. Anna Katrine Ulfeldt (1639-1707), gm Greve Castella men skilt i 1680. Boede på Maribo kloster sammen med moderen, dernæst på et kloster i Wien.
3. Ellen Kirstine Ulfeldt (1643-77), ugift, boede hele livet i Brugge.
4. Ludwig Ulfeldt (1644-68), blev sendt i eksil i Nordsverige for faderens forræderi mod den svenske krone. Døde i eksil.
5. Corfitz Ulfeldt II (1645-88), kammerjunker hos den polske konge, døde af sygdomme og elendighed.
6. Leonora Sophie Ulfeldt (1647-98) gm skåningen Greve Lave Beck, stammoder for den nulevende skånske adelsfamilie Beck-Friis.
7. Leo Ulfeldt (1651-1716), feltmarskal i den kejserlige garde, svensk gehejmeråd, greve.

Men selve Ulfeldt-familien uddøde omkring 1760'erne, slægtens sidste mand var den østrigske storkansler Anton Corfitz Ulfeldt (1699-1769). Han fik ingen børn, så med ham uddøde slægten Ulfeldt.